# Гудово (Рязанская область)
Гудово — деревня в Незнановском сельском поселении Кораблинского района Рязанской области.

## География
Деревня находится в северной части Кораблинского района, в 14 км к северу от райцентра.
Гудово стоит на реке Лоша, которая является притоком реки Прони.
Ближайшие населённые пункты:

— деревня Асники в 2 км к западу по асфальтовой дороге.

## История
В платежных книгах Каменского стана 1594–1597 годов и в приправочных книгах этого же стана 1596–1598 годов на реке Проне, в районе современной деревни Гудово, упоминается несколько деревень со сходным названием: д. Спицына, д. Спицына Большая, д. Спицына Новая. 
В тех же платёжных книгах упоминается Григорий Булатов, имевший в Спицыно поместье. 
Его потомок, уроженец Гудово, Михаил Леонтьевич Булатов был прославленным полководцем, участником Русско-турецких войн 1787—1791 и 1806—1812 годов, Русско-шведской войны 1808—1809 годов, а также Заграничного похода русской армии 1813—1814 годов. В 1824—1825 годах занимал должность начальника Омской области. 
Его сын Александр Михайлович принимал участие в Восстании декабристов.

## Население
| 2010 |
| ---- |
| 12   |

## Хозяйство
В деревне действует ООО «Пчелка», которое специализируется на выращивании крупного рогатого скота на мясо, производстве зерна и картофеля.

## Транспорт
В 2 км проходит автотрасса регионального значения Р-126 «Рязань-Ряжск».
Связь с райцентром осуществляется междугородным автобусным маршрутом «Кораблино-Рязань» (№525). Ближайшая остановка  в деревне Асники.

## Известные уроженцы Гудово
- Булатов, Михаил Леонтьевич (1760—1825) — начальник Омской области. Георгиевский кавалер, отличился в русско-турецких войнах, российский военачальник в период наполеоновских войн.
- Булатов, Александр Михайлович(1793—1826) — российский офицер эпохи наполеоновских войн, прославился в сражениях заграничного похода, участник взятия Парижа, полковник 12 егерьского полка, декабрист.